# Anthony Marchant
Anthony John "Tony" Marchant (Chelsea, Victòria, 28 d'agost de 1937) va ser un ciclista australià que va córrer durant els anys 50 del segle xx.
El 1956 va prendre part en els Jocs Olímpics de Melbourne, tot guanyant la medalla d'or en la prova de tàndem, fent parella amb Joey Browne.